# 富士町 (佐賀県)
富士町（ふじちょう）は、佐賀県の北部、佐賀郡に属していた町。2005年（平成17年）10月1日に佐賀市・諸富町・大和町・三瀬村と合併（新設合併）し、新たに佐賀市となった。

## 地理
佐賀県の北部に位置する。北に脊振山地が連なり、南西に天山がそびえ、町は山地の中にある。
- 山岳: 天山 (1046m)、彦岳 (845m)、白石山 (794m)、雷山 (955m)、羽金山 (900m)、亀岳 (740m)、権現山 (586m)
- 河川: 嘉瀬川、神水川、大串川、天河川
- 湖沼: 北山湖（北山ダム湖）
- その他: 羽金山にJJY送信所がある。

### 隣接していた自治体・行政区
- 佐賀県
  - 唐津市
  - 佐賀郡：大和町
  - 神埼郡：三瀬村
  - 小城市：小城町、三日月町
  - 東松浦郡：七山村
- 福岡県
  - 前原市
  - 福岡市（早良区）

## 歴史
「富士」の地名は、富士村として合併した際の命名。「霊峰富士のごとく気高く伸びることを願って」命名されている。
- 1956年（昭和31年）9月30日 - 佐賀郡小関村、小城郡南山村、北山村が合併して、佐賀郡富士村となる。
- 1958年（昭和33年）6月1日 - 八反原が分離し、大和町に編入される。
- 1966年（昭和41年）10月1日 - 町制を施行し、富士町となる。
- 1996年（平成8年）4月1日 - 大和町の一部（松瀬および梅野の各一部）を編入。
- 2005年（平成17年）10月1日 - 佐賀市・諸富町・大和町・三瀬村と合併（新設合併）し、新たに佐賀市となる。

### 字の変遷
| 1868年(明治初年)時点 | 1868年(明治初年)時点 | 1889年 - | 1889年 - | 1889年 -         | 1955年 - | 1955年 - | 1955年 -         | 1956年 - | 1956年 - | 1956年 -     | 1958年 - | 1958年 - | 1958年 - | 1996年 - | 1996年 - | 1996年 - | 2005年 - | 2005年 -           |
| 小城郡               | 市川村               | 小城郡   | 南山村   | 大字市川         | 同左     | 同左     | 同左             | 佐賀郡   | 富士村   | 大字市川     | 同左     | 同左     | 同左     | 佐賀郡   | 富士町   | 同       | 佐賀市   | 富士町大字市川     |
| 小城郡               | 内野村               | 小城郡   | 南山村   | 大字内野         | 同左     | 同左     | 同左             | 佐賀郡   | 富士村   | 大字内野     | 同左     | 同左     | 同左     | 佐賀郡   | 富士町   | 同       | 佐賀市   | 富士町大字内野     |
| 小城郡               | 鎌原村               | 小城郡   | 南山村   | 大字鎌原         | 同左     | 同左     | 同左             | 佐賀郡   | 富士村   | 大字鎌原     | 同左     | 同左     | 同左     | 佐賀郡   | 富士町   | 同       | 佐賀市   | 富士町大字鎌原     |
| 小城郡               | 上熊川村             | 小城郡   | 南山村   | 大字上熊川       | 同左     | 同左     | 同左             | 佐賀郡   | 富士村   | 大字上熊川   | 同左     | 同左     | 同左     | 佐賀郡   | 富士町   | 同       | 佐賀市   | 富士町大字上熊川   |
| 小城郡               | 下熊川村             | 小城郡   | 南山村   | 大字下熊川       | 同左     | 同左     | 同左             | 佐賀郡   | 富士村   | 大字下熊川   | 同左     | 同左     | 同左     | 佐賀郡   | 富士町   | 同       | 佐賀市   | 富士町大字下熊川   |
| 小城郡               | 杉山村               | 小城郡   | 南山村   | 大字杉山         | 同左     | 同左     | 同左             | 佐賀郡   | 富士村   | 大字杉山     | 同左     | 同左     | 同左     | 佐賀郡   | 富士町   | 同       | 佐賀市   | 富士町大字杉山     |
| 小城郡               | 苣木村               | 小城郡   | 南山村   | 大字苣木         | 同左     | 同左     | 同左             | 佐賀郡   | 富士村   | 大字苣木     | 同左     | 同左     | 同左     | 佐賀郡   | 富士町   | 同       | 佐賀市   | 富士町大字苣木     |
| 小城郡               | 畑瀬村               | 小城郡   | 南山村   | 大字畑瀬         | 同左     | 同左     | 同左             | 佐賀郡   | 富士村   | 大字畑瀬     | 同左     | 同左     | 同左     | 佐賀郡   | 富士町   | 同       | 佐賀市   | 富士町大字畑瀬     |
| 小城郡               | 古湯村               | 小城郡   | 南山村   | 大字古湯         | 同左     | 同左     | 同左             | 佐賀郡   | 富士村   | 大字古湯     | 同左     | 同左     | 同左     | 佐賀郡   | 富士町   | 同       | 佐賀市   | 富士町大字古湯     |
| 小城郡               | 大串村               | 小城郡   | 北山村   | 大字大串         | 同左     | 同左     | 同左             | 佐賀郡   | 富士村   | 大字大串     | 同左     | 同左     | 同左     | 佐賀郡   | 富士町   | 同       | 佐賀市   | 富士町大字大串     |
| 小城郡               | 大野村               | 小城郡   | 北山村   | 大字大野         | 同左     | 同左     | 同左             | 佐賀郡   | 富士村   | 大字大野     | 同左     | 同左     | 同左     | 佐賀郡   | 富士町   | 同       | 佐賀市   | 富士町大字大野     |
| 小城郡               | 上合瀬村             | 小城郡   | 北山村   | 大字上合瀬       | 同左     | 同左     | 同左             | 佐賀郡   | 富士村   | 大字上合瀬   | 同左     | 同左     | 同左     | 佐賀郡   | 富士町   | 同       | 佐賀市   | 富士町大字上合瀬   |
| 小城郡               | 上無津呂村           | 小城郡   | 北山村   | 大字上無津呂     | 同左     | 同左     | 同左             | 佐賀郡   | 富士村   | 大字上無津呂 | 同左     | 同左     | 同左     | 佐賀郡   | 富士町   | 同       | 佐賀市   | 富士町大字上無津呂 |
| 小城郡               | 栗並村               | 小城郡   | 北山村   | 大字栗並         | 同左     | 同左     | 同左             | 佐賀郡   | 富士村   | 大字栗並     | 同左     | 同左     | 同左     | 佐賀郡   | 富士町   | 同       | 佐賀市   | 富士町大字栗並     |
| 小城郡               | 古場村               | 小城郡   | 北山村   | 大字古場         | 同左     | 同左     | 同左             | 佐賀郡   | 富士村   | 大字古場     | 同左     | 同左     | 同左     | 佐賀郡   | 富士町   | 同       | 佐賀市   | 富士町大字古場     |
| 小城郡               | 下合瀬村             | 小城郡   | 北山村   | 大字下合瀬       | 同左     | 同左     | 同左             | 佐賀郡   | 富士村   | 大字下合瀬   | 同左     | 同左     | 同左     | 佐賀郡   | 富士町   | 同       | 佐賀市   | 富士町大字下合瀬   |
| 小城郡               | 下無津呂村           | 小城郡   | 北山村   | 大字下無津呂     | 同左     | 同左     | 同左             | 佐賀郡   | 富士村   | 大字下無津呂 | 同左     | 同左     | 同左     | 佐賀郡   | 富士町   | 同       | 佐賀市   | 富士町大字下無津呂 |
| 小城郡               | 中原村               | 小城郡   | 北山村   | 大字中原         | 同左     | 同左     | 同左             | 佐賀郡   | 富士村   | 大字中原     | 同左     | 同左     | 同左     | 佐賀郡   | 富士町   | 同       | 佐賀市   | 富士町大字中原     |
| 小城郡               | 藤瀬村               | 小城郡   | 北山村   | 大字藤瀬         | 同左     | 同左     | 同左             | 佐賀郡   | 富士村   | 大字藤瀬     | 同左     | 同左     | 同左     | 佐賀郡   | 富士町   | 同       | 佐賀市   | 富士町大字藤瀬     |
| 小城郡               | 麻那古村             | 小城郡   | 北山村   | 大字麻那古       | 同左     | 同左     | 同左             | 佐賀郡   | 富士村   | 大字麻那古   | 同左     | 同左     | 同左     | 佐賀郡   | 富士町   | 同       | 佐賀市   | 富士町大字麻那古   |
| 佐賀郡               | 小副川村             | 佐賀郡   | 小関村   | 大字小副川       | 佐賀郡   | 同左     | 同左             | 佐賀郡   | 富士村   | 大字小副川   | 同左     | 同左     | 同左     | 佐賀郡   | 富士町   | 同       | 佐賀市   | 富士町大字小副川   |
| 佐賀郡               | 関屋村               | 佐賀郡   | 小関村   | 大字関屋         | 佐賀郡   | 同左     | 同左             | 佐賀郡   | 富士村   | 大字関屋     | 同左     | 同左     | 同左     | 佐賀郡   | 富士町   | 同       | 佐賀市   | 富士町大字関屋     |
| 佐賀郡               | 梅野村（一部）       | 佐賀郡   | 松梅村   | 大字梅野（一部） | 佐賀郡   | 大和村   | 大字梅野（一部） | 同左     | 同左     | 同左         | 佐賀郡   | 大和町   | 同       | 佐賀郡   | 富士町   | 大字梅野 | 佐賀市   | 富士町大字梅野     |
| 佐賀郡               | 松瀬村（一部）       | 佐賀郡   | 松梅村   | 大字松瀬（一部） | 佐賀郡   | 大和村   | 大字松瀬（一部） | 同左     | 同左     | 同左         | 佐賀郡   | 大和町   | 同       | 佐賀郡   | 富士町   | 大字松瀬 | 佐賀市   | 富士町大字松瀬     |

## 地域

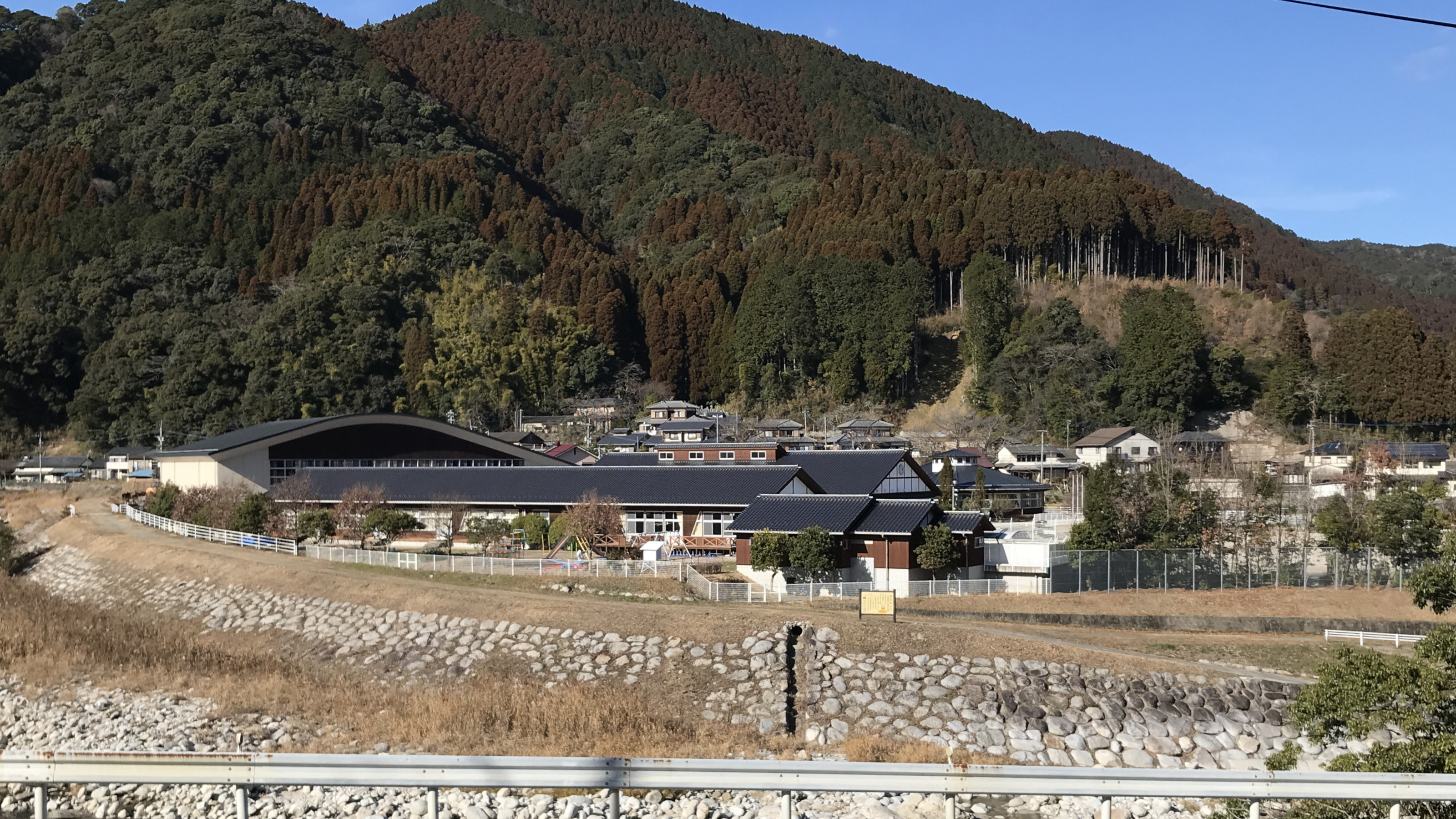
小中一貫校富士校小学部と下小副川の集落・山林

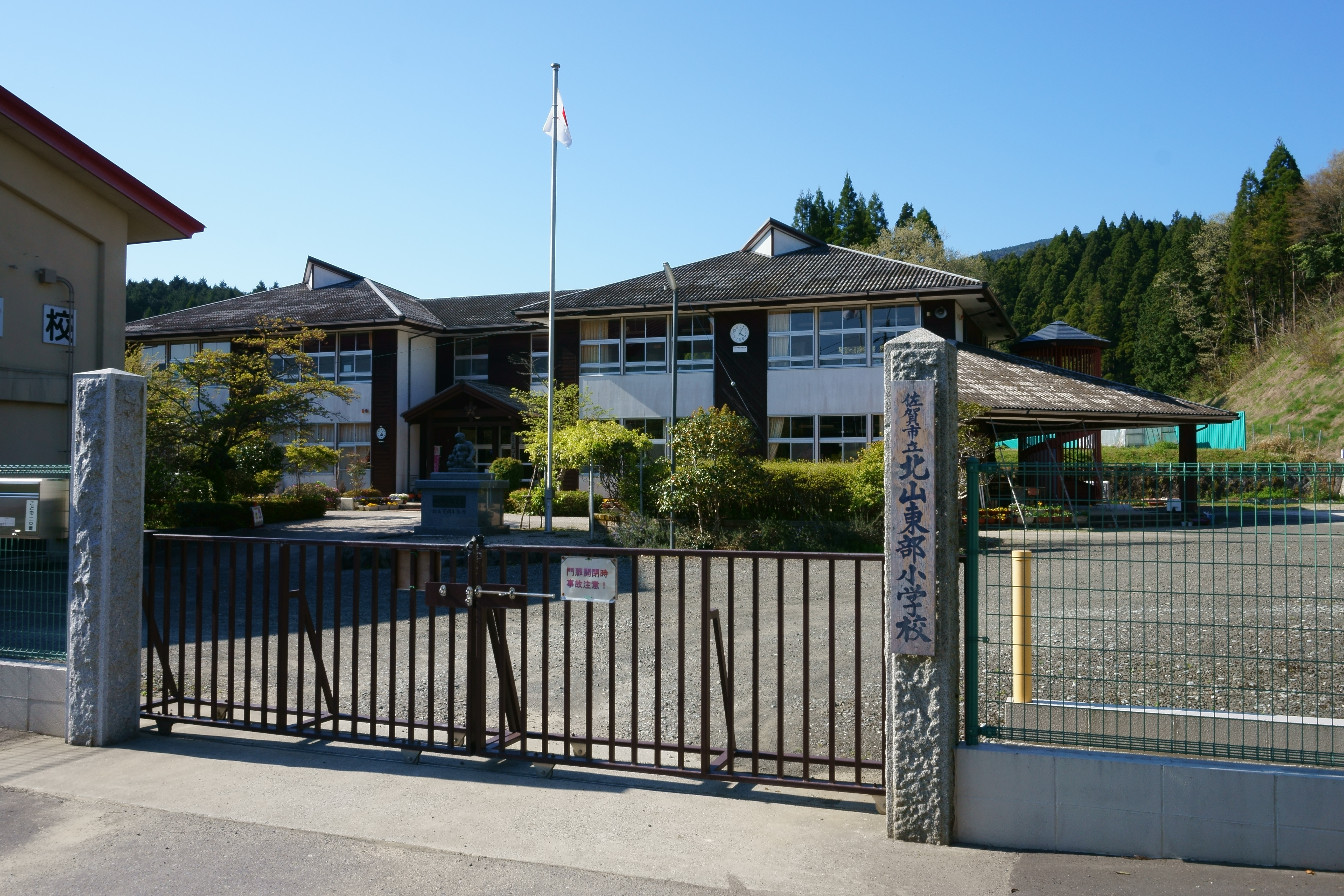
北山東部小学校

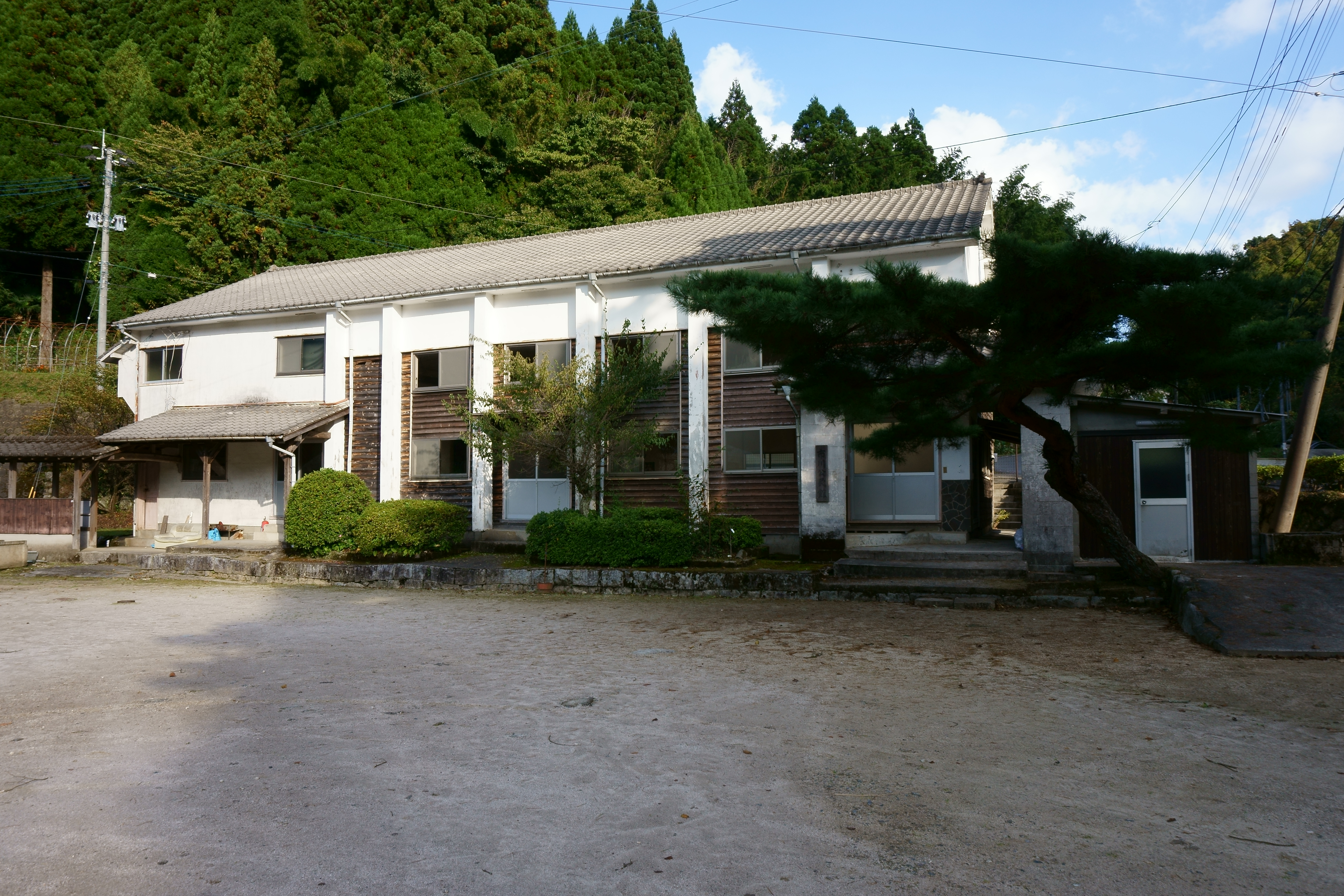
市川公民館。旧富士町立市川小学校。

### 教育
佐賀市富士町となって以降統廃合があり、2008年に北山小・北山中が統合し小中一貫校北山校に、2013年に富士南小が富士小に統合、2014年に富士小・富士中が統合し小中一貫校富士校になっている。
公立中学校
- 佐賀市立小中一貫校富士校中学部
- 佐賀市立小中一貫校北山中学校中学部

公立小学校
- 佐賀市立小中一貫校富士校小学部
- 佐賀市立小中一貫校北山校小学部
- 北山東部小学校

## 交通

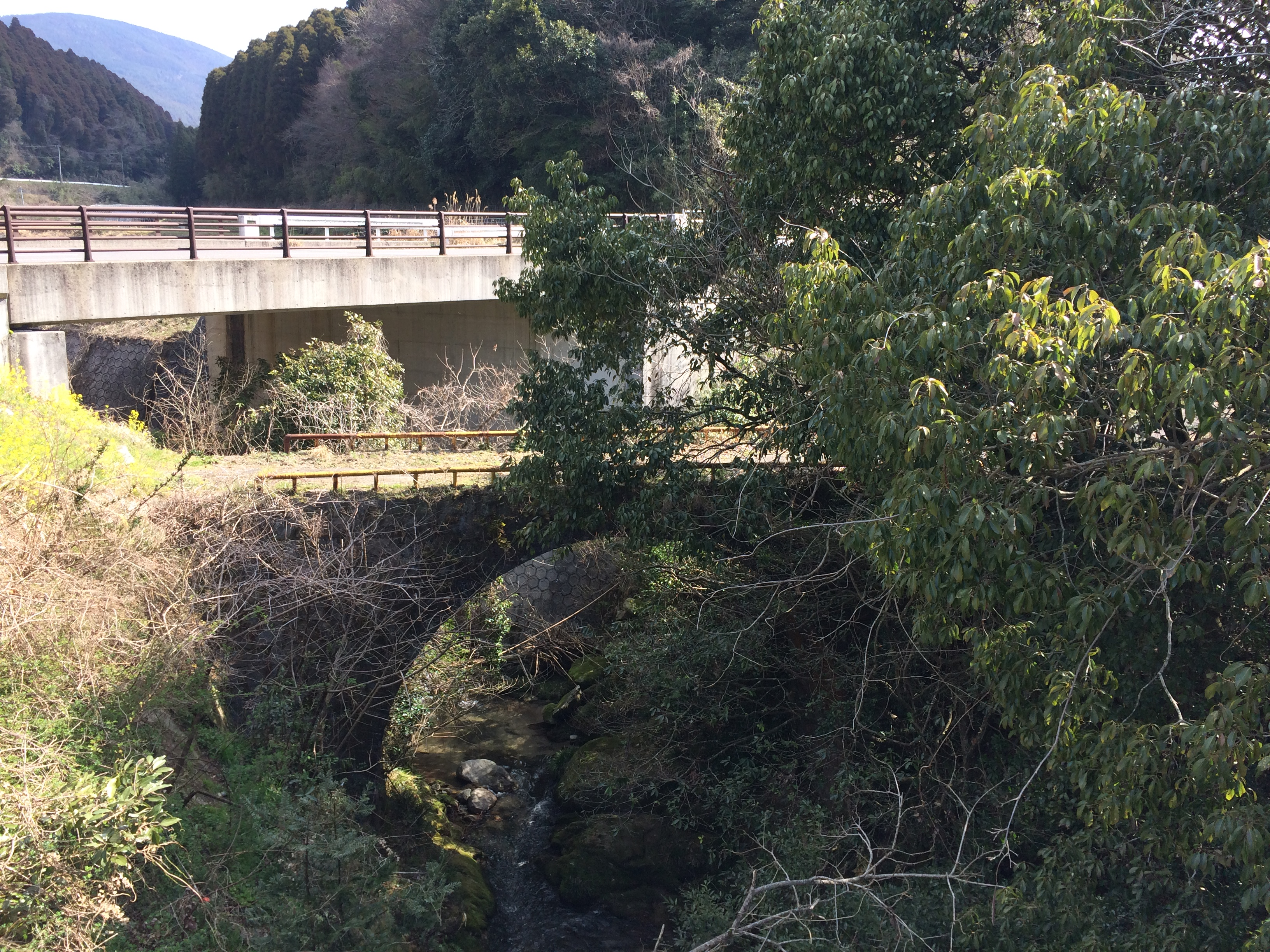
石造アーチ橋の（旧）甚五郎橋。奥は（新）甚五郎橋。（関屋）

### 鉄道
町内を鉄道路線は通っていない。鉄道を利用する場合の最寄り駅は、JR九州長崎本線の佐賀駅、または唐津線小城駅。

### 道路

#### 一般国道
- 国道323号

#### 主要地方道
- 福岡県道・佐賀県道12号前原富士線
- 佐賀県道37号厳木富士線
- 佐賀県道39号富士三瀬線
- 佐賀県道44号小城富士線

#### その他参考情報
- 甚五郎橋

## 名所・旧跡・観光スポット・祭事・催事

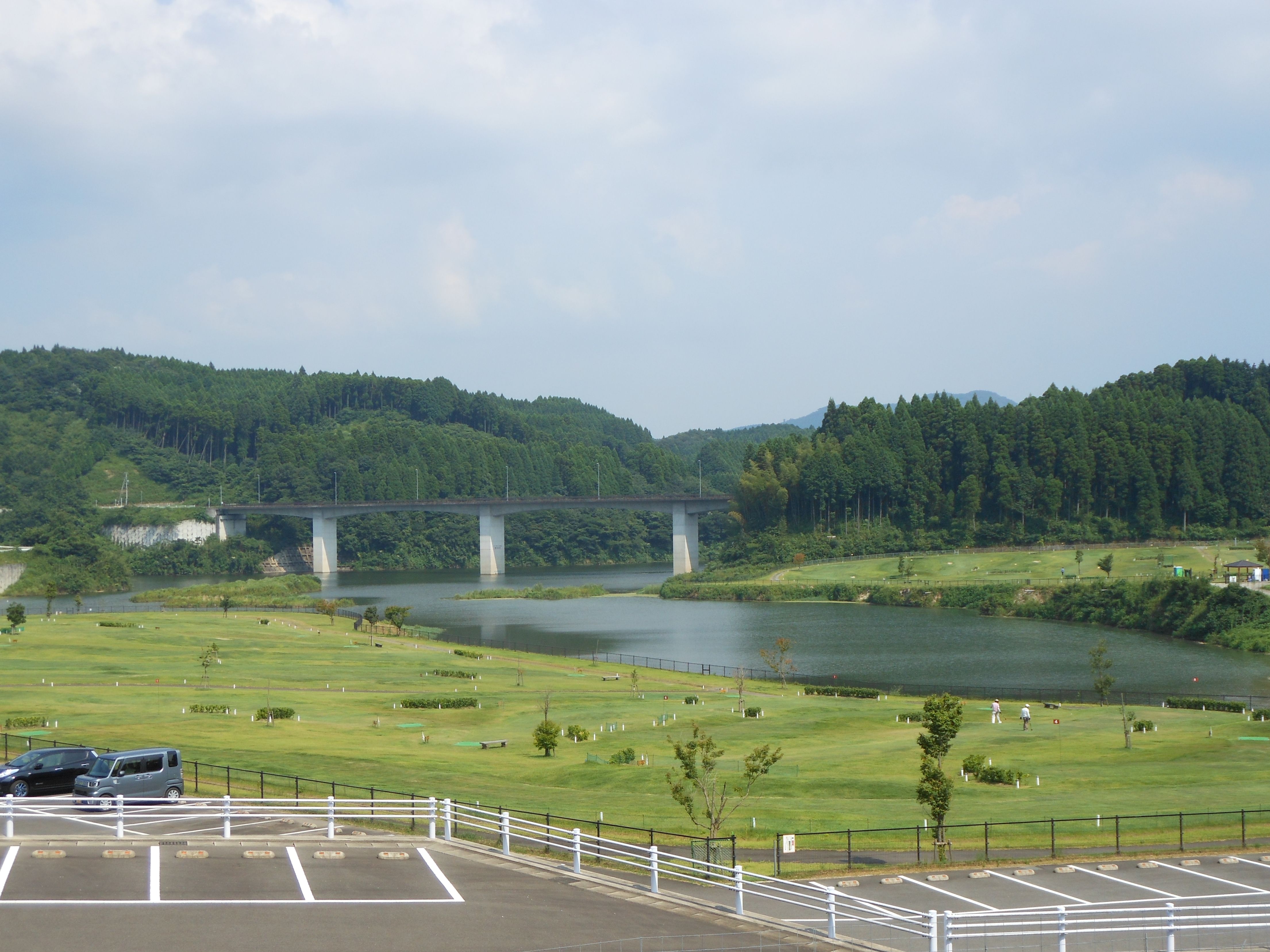
神水川パークゴルフ場（大串）。奥は富士しゃくなげ湖と神水川大橋

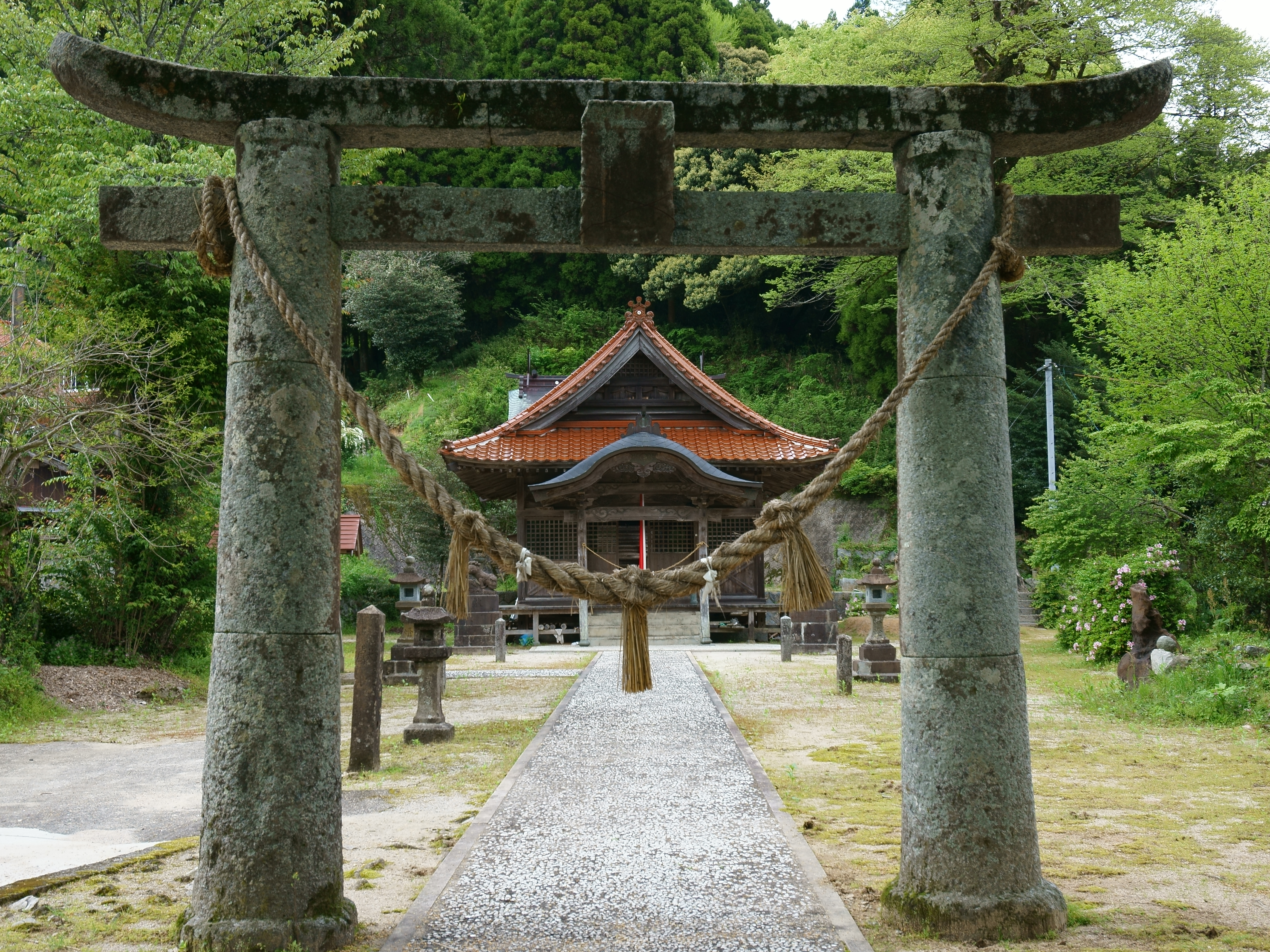
淀姫神社の鳥居と社殿（上無津呂）

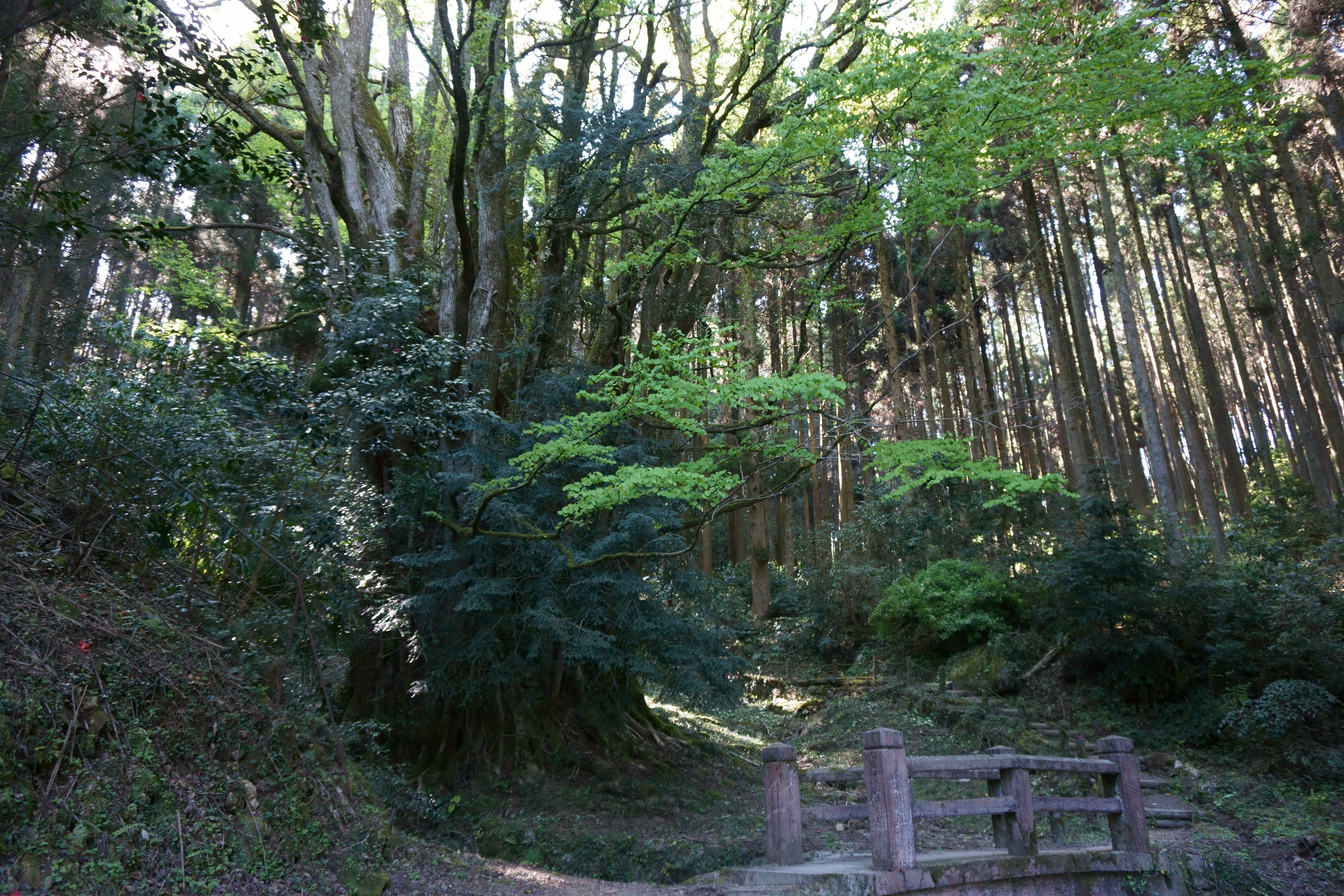
下合瀬の大カツラ（国の天然記念物 / 下合瀬）

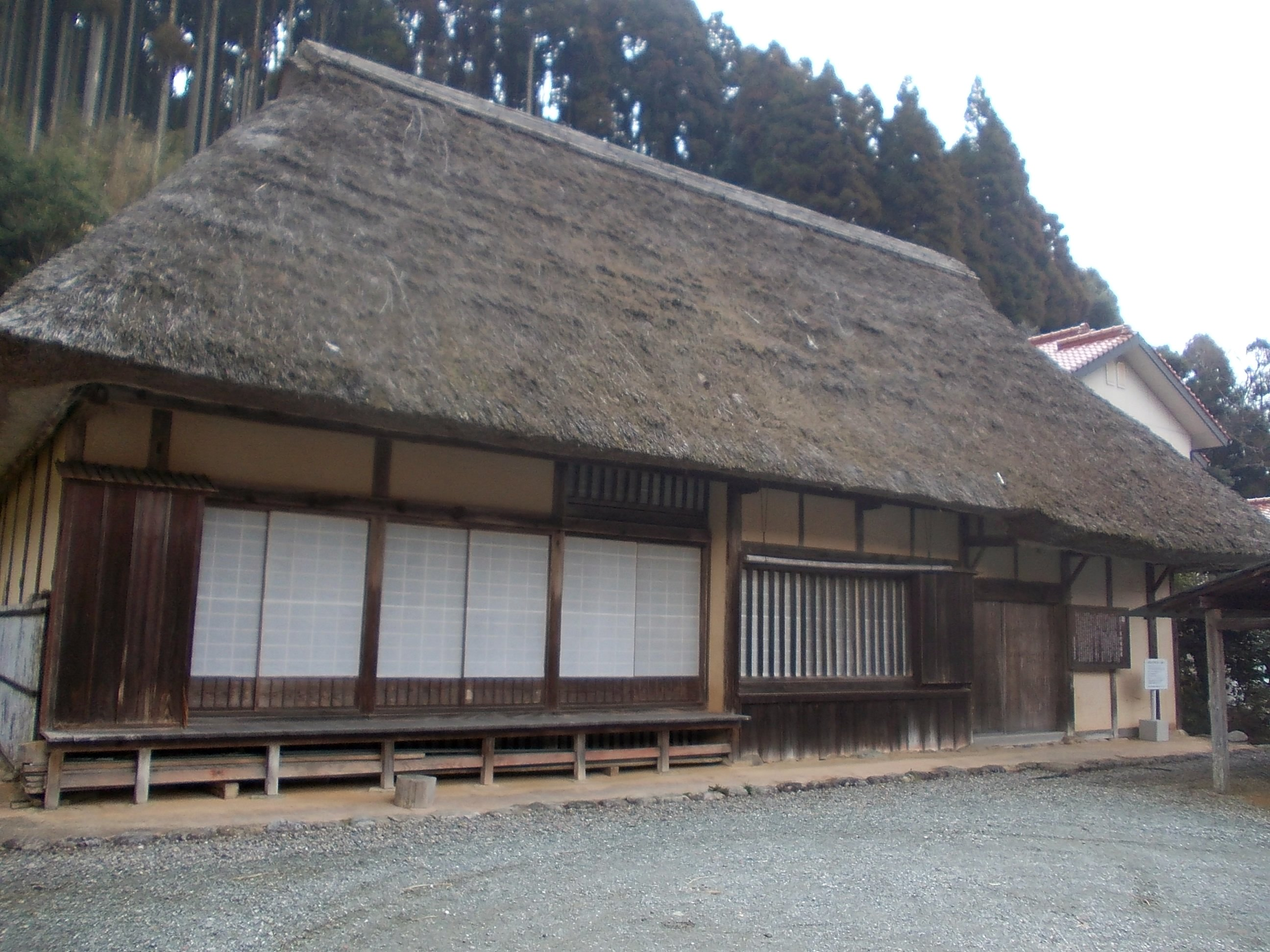
吉村家住宅（国の重要文化財 / 上無津呂）

- 古湯温泉
- 熊の川温泉
- 天山
- 古湯映画祭
- 嘉瀬川ダム（富士しゃくなげ湖）
- 北山ダム
- 淀姫神社[2][3]

## その他
- 水の郷百選：緑と清流と温泉の町…富士町
- 日本のクモ学の基礎を築いた書籍の一つに「Japanische Spinnen（日本のクモ）」 (1906) がある。この著者であるベーゼンベルクとストランドはその多くの資料を佐賀県で集めた。中でもこの町の湯ノ原（ゆのはる）で発見した新種が多くあり、それらの多くにこの地名を学名として与えた。ただし、なぜか綴りを間違え、yunoharu ではなく yunohama としてしまった。ユノハマサラグモ Turinyphia yunohamensis などは、それがそのまま和名に使われてしまった例である。